# Amedeo Gigli
Amedeo Gigli (Roma, 2 marzo 1931 – Roma, 12 dicembre 2020) è stato un illustratore e scrittore italiano.

## Biografia
Amedeo Gigli inizia da adolescente a fare disegni sui muri con il carbone. Poi frequenta la scuola serale di arte e mestieri al San Giacomo di Roma. In seguito s'iscrive al liceo artistico e frequenta la scuola libera del nudo per perfezionare il disegno. Dopo aver frequentato il liceo artistico completa gli studi presso la Facoltà di Architettura Valle Giulia.
Nei Primi anni cinquanta su sollecitazione di Marcello Argilli inizia la collaborazione con la rivista Pioniere, poi con Il Pioniere dell'Unità e infine con il Pioniere Noi Donne, illustrando (nei primi anni '50 con la tecnica della china) articoli scientifici scritti su testi Dino Platone. In seguito a metà degli anni 50 incontra Fausto Conti, che gli insegna la tecnica dell'aerografo. Sulla rivista il Pioniere ha pubblicato, con testi di Dino Platone, 41 articoli scientifici e illustrazioni in quarta di copertina tra 1958 e il 1961. Vengono pubblicate 309 sue pagine scientifiche sul Pioniere dell’Unità, in collaborazione con Dino Platone, nella rubrica la Meravigliosa storia dell'uomo tra il 1963 e il 1966.
A fine anni '60 si trasferisce a Milano e inizia la collaborazione con il Corriere dei Piccoli. Il suo agente editoriale a Milano era Piero Dami. Tramite Piero Dami ha iniziato una collaborazione di tre anni con settimanale inglese di ragazzi Tell Me Why pubblicato a Londra. Sempre tramite Piero Dami iniziò una collaborazione con i giornali della Editoriale Domus (Quattroruote, Quattroruote Junior e Volare).
Tornato a Roma a fine anni '60 riprende la collaborazione con il giornalino di Famiglia Cristiana. Collabora nel 1963/64 con il quotidiano Paese Sera alla divulgazione della pagina scientifica e con il Giornalino del gruppo Editoriale San Paolo.
Collabora negli anni '70 e '80 con Marcello Argilli alle trasmissioni televisive della Rai prodotte dalla sede di Napoli come Gioco delle cose e Telescuola. Davanti alle telecamere insegnavano ai ragazzi la costruzione di macchinari tecnologici.
Collabora con la rivista dell'Aeronautica Militare e realizza pannelli per il Museo storico dell'Aeronautica Militare.
Ha prodotto le illustrazioni per il Calendario dello Spazio.
Negli ultimi anni della sua vita ha lavorato esclusivamente e perfezionato la sua tecnica sul versante della computer grafica, partecipando al Corel Corporation World Design Contest, vincendo diversi premi.
Nel 1998 inizia la produzione prodotti multimediali interattivi per bambini, che affrontano problemi di cultura scientifica, giochi multimediali e quiz su vari argomenti trattati.
Nel 2000 realizza un CD-ROM per la San Paolo sull'Unione europea. Per la Fondazione Enrico Mattei pubblica sul sito dell'EniScuola le sue pagine scientifiche.
Per Edizioni San Paolo collabora dal 2000 al giornalino per ragazzi.

## Scrittore

### Opere
- Amedeo Gigli, Storia dell'uomo nel cammino verso la civiltà, Milano, Piero Dami Editore, 1972, ISBN non esistente.
- Amedeo Gigli, Dalla calamita al motore elettrico, Editori Riuniti, 1974, ISBN 88-359-0733-0.
- Amedeo Gigli, Alla scoperta dell'uomo, Edizioni Paoline, 1974, ISBN 88-215-1376-9.
- Amedeo Gigli, Scrutiamo l'universo, Editori Riuniti, 1975, ISBN 88-359-0837-X.
- Amedeo Gigli, Le stelle ci raccontano, Editori Riuniti, 1975, ISBN 88-359-0838-8.
- Amedeo Gigli, Scrutiamo l'universo, Editori Riuniti, 1975, ISBN 88-359-0837-X.
- Amedeo Gigli, La luce che dipinge: i segreti della fotografia, Editori Riuniti, 1975, ISBN 88-359-0881-7.
- Amedeo Gigli, Giochiamo col fuoco, Editori Riuniti, 1976, ISBN 88-359-1037-4.
- Amedeo Gigli, La giostra delle forze, Editori Riuniti, 1976, ISBN 88-359-0990-2.
- Amedeo Gigli, L'acqua: questa sconosciuta, Editori Riuniti, 1977, ISBN 88-359-1226-1.
- Amedeo Gigli, La scienza fatta in casa, Editori Riuniti, 1977, ISBN 88-359-1151-6.
- Amedeo Gigli, I segreti del volo, Editori Riuniti, 1978, ISBN 88-359-0734-9.
- Amedeo Gigli e Alessandro Valenti, Il corpo umano: alla scoperta della macchina uomo e dei suoi meccanismi, Roma, Editori riuniti multimedia, 1998, ISBN 88-359-4469-4.
- Amedeo Gigli, La storia della mia famiglia, Editori Riuniti, 1999, ISBN 88-359-4792-8.
- Amedeo Gigli, I grandi avvenimenti, Editori Riuniti multimedia, 2000, ISBN 88-359-4813-4.
- Amedeo Gigli, L'Europa ieri, oggi, domani, Editore San Paolo, 2001, ISBN non esistente.

### Racconti pubblicati nel Pioniere
Dal n. 1 del 1950 al n. 24 del 1951 furono pubblicato sul Pioniere ogni settimana illustrazioni. Dal n. 17 del 1958 al n. 35 del 1961 furono pubblicate 42 illustrazioni sul Pioniere.
Dal n. 1 del 1963 al n. 48 del 1966 furono pubblicate 154 illustrazione su Il Pioniere dell'Unità.

## Interviste radio
Amedeo Gigli in quattro puntate trasmesse su Rado Città Fujiko di Bologna racconta la sua storia professionale:
- Morena Moretti, Amedeo Gigli, in Radio Città Fujiko, 18 febbraio 2018[4]
- Morena Moretti, Amedeo Gigli, in Radio Città Fujiko, 25 febbraio 2018[5]
- Morena Moretti, Amedeo Gigli, in Radio Città Fujiko, 5 maggio 2019[6]
- Morena Moretti, Amedeo Gigli, in Radio Città Fujiko, 12 maggio 2019[7]